# Diane Cilento
Diane Cilento (Brisbane, 1933. október 5. – Cairns, 2011. október 6.) ausztráliai brit színésznő.

## Életpályája
1956-ban Tony-díjra jelölték. 1963-ban a Tom Jones című filmjéért Oscar-díjra jelölték. 1965-ben az Agónia és extázis című filmben Charlton Heston partnere volt. 1967-ben A hallgatag ember című filmben Paul Newman társa volt.

## Családja
Szülei: Raphael Cilento (1893–1985) és Phyllis Cilento (Phyllis Dorothy McGlew) (1894–1987) kiváló orvosok voltak. 1955–1962 között Andrea Volpe rendezőasszisztens volt a férje. Egy lányuk született: Giovanna Margaret Volpe (1957). 1962–1973 között Sean Connery (1930–2020) skót színész volt a házastársa. Egy fiuk született: Jason Connery (1963-) brit színész. 1985–2001 között Anthony Shaffer (1926–2001) angol forgatókönyvíróval élt házasságban. Peter Shaffer (1926–2016) angol forgatókönyvíró sógornője volt. Mia Sara (1967-) amerikai színésznő exanyósa volt.

## Filmjei
- 1951: Őfelsége kapitánya (Captain Horatio Hornblower R.N.); (hang)
- 1952: Moulin Rouge
- 1957: Különös hajótöröttek (The Admirable Crichton)
- 1957: Anna Christie
- 1957: Az igazság az asszonyról[forrás?] (The Truth About Women)
- 1957-1961: ITV Television Playhouse
- 1959: Vihar a repülőgépen (Jet Storm)
- 1960: Teljes kezelés[forrás?] (The Full Treatment)
- 1961: A meztelen penge[forrás?] (The Naked Edge)
- 1962: Köszönet[forrás?] (I Thank a Fool)
- 1963: Tom Jones
- 1964: A harmadik titok[forrás?] (The Third Secret)
- 1964: Az együgyű férfi kereplője[forrás?] (Rattle of a Simple Man)
- 1965: Agónia és extázis (The Agony and the Ecstasy)
- 1967: A hallgatag ember (Hombre)
- 1968: Tagadások[forrás?] (Negatives)
- 1972: Minden lében két kanál (The Persuaders)
- 1972: Z.P.G.
- 1973: A vesszőből font ember (The Wicker Man)
- 1993–1994: Halfway Across the Galaxy and Turn Left

## Fordítás
- Ez a szócikk részben vagy egészben  a   Diane Cilento című angol Wikipédia-szócikk ezen változatának fordításán alapul.  Az eredeti cikk szerkesztőit annak laptörténete sorolja fel. Ez a jelzés csupán a megfogalmazás eredetét és a szerzői jogokat jelzi, nem szolgál a cikkben szereplő információk forrásmegjelöléseként.